# Chris Bristow
 Chris Bristow  va ser un pilot de curses automobilístiques britànic que va arribar a disputar curses de Fórmula 1.
Chris Bristow va néixer el 2 de desembre del 1937 a Lambeth, Londres, Anglaterra i va morir en un accident pilotant un monoplaça al circuit de Spa Francorchamps el 19 de juny del 1960.

## A la F1
Va debutar a la cinquena cursa de la temporada 1959 (la desena temporada de la història) del campionat del món de la Fórmula 1, disputant el 18 de juliol del 1959 el GP de la Gran Bretanya al Circuit d'Aintree.
Chris Bristow va participar en un total de quatre proves puntuables pel campionat de la F1, disputades en dues temporades diferents (1959 - 1960), aconseguint com a millor resultat un desè lloc en una cursa i no assolí cap punt pel campionat del món de pilots.

## Resultats a la Fórmula 1
| Any  | Equip                      | Xassís      | Motor    | 1   | 2       | 3   | 4       | 5        | 6   | 7   | 8   | 9   | 10  | Posició | Punts |
| ---- | -------------------------- | ----------- | -------- | --- | ------- | --- | ------- | -------- | --- | --- | --- | --- | --- | ------- | ----- |
| 1959 | British Racing Partnership | Cooper (F2) | Borgward | MON | 500     | HOL | FRA     | GBR 10   | ALE | POR | ITA | USA |     | -       | 0     |
| 1960 | Yeoman Credit Racing Team  | Cooper      | Climax   | ARG | MON Ret | 500 | HOL Ret | BEL MORT | FRA | GBR | POR | ITA | USA | -       | 0     |

### Resum
| Curses: | Victòries: | Pòdiums: | Poles: | Voltes ràpides: | Punts: |
| ------- | ---------- | -------- | ------ | --------------- | ------ |
| 4       | 0          | 0        | 0      | 0               | 0      |